# ساندي فوسيل
ساندي فوسيل (بالإنجليزية: Sandy Fussell)‏ (22 سبتمبر 1960)؛ كاتبة للأطفال، كاتِبة وروائية أسترالية.